# Studio Ponoc
A Studio Ponoc, Inc. (株式会社スタジオポノック; Kabusikigaisa Szutadzsio Ponokku; Hepburn: Kabushiki-gaisha Sutajio Ponokku) japán animációsfilm-stúdió, melyet a Studio Ghibliből kilépő vezető producer, Nisimura Josiaki alapított 2015 áprilisában. Székhelye Muszasinóban, Tokióban található. A stúdió első egész estés játékfilmje a Mary és a varázsvirág, melyet 2017. július 8-án mutattak be Japánban. A film főszereplője, Mary Smith a stúdió kabalájává vált úgy, mint a Studio Ghibli esetében Totoro.

## Története
Nisimura Josiaki 2015. április 15-én alapította meg a Studio Ponocot és megszerezte a támogatását több animátornak, akik előtte a Studio Ghiblinél dolgoztak, köztük Jonebajasi Hiromaszáét, Jamasita Akihikóét és Momosze Josijukiét. A stúdió neve a horvát ponoć (éjfél) szóból származik és „egy új nap kezdetét” fejezi ki.
A stúdió 2015-ben a JR West számára készített reklámfilmeket Summer Train elnevezésű kampánya alatt. Első egész estés játékfilmje a Mary és a varázsvirág, amelyet Jonebajasi Hiromasza rendezett és 2017. július 8-án mutattak be Japánban. A film elkészítéséhez többen is csatlakoztak a Ghibli korábbi alkalmazottai közül. A Mary a 6. legjövedelmezőbb japán film volt Japánban 2017-ben, 3,29 milliárd jen bevétellel.

## Munkái

### Filmek
- Mary és a varázsvirág (2017)
- Csiiszana eijú: Kani to tamago to tómei ningen (2018)

### Kisebb munkák
- Summer Train – Reklámfilmek a JR Japan részére (2015)

### Közreműködések
- Blade Runner: Black Out 2022 (2017) – fázisrajzolás
- Mirai – Lány a jövőből (2018) – animációs együttműködés